# Parc national d'Aiguebelle
Pour les articles homonymes, voir Aiguebelle et Aïgue.
Le parc national d'Aiguebelle fait partie du prestigieux réseau des parcs nationaux du Québec. Il est situé en plein cœur de l'Abitibi, soit au centre du quadrilatère que forme les quatre principales villes de la région: Val-d'Or, Amos, Rouyn-Noranda et La Sarre.  On peut y accéder principalement par deux entrées, soit par Mont-Brun (du côté sud) ou par Taschereau (du côté nord). Le parc fait donc partie de la région touristique de l'Abitibi-Témiscamingue. Il est plus précisément à une distance d'environ 50 kilomètres de Rouyn-Noranda (secteur Mont-Brun) et a une superficie de 268,3 km2.  Le parc a été créé en 1985. Ses limites ont été modifiées en 1998.  Il a pour mission de protéger un échantillon représentatif de sa région naturelle soit la ceinture argileuse de l'Abitibi ainsi que des éléments à caractères exceptionnels, les collines Abijévis.
Le parc est situé de part et d'autre de la ligne de partage des eaux qui sépare les deux grands bassins versants soit celui de la Baie James et celui du fleuve St-Laurent. On peut y observer les traces de volcanisme sous-marin datant de 2,7 milliards d'années ainsi que de majestueux lacs de failles. Le parc est sous juridiction provinciale et est administré par la Société des établissements de plein air du Québec (SÉPAQ).

## Géographie
Les collines Abijévis, qui se situent à l'intérieur du parc, représentent  environ les deux tiers du territoire. Parmi celles-ci, le mont Dominant est le plus haut sommet de l'Abitibi (570 m). S'y trouve aussi, à l'est, une faille qui traverse une bonne partie du territoire dans l'axe nord-sud, soit du lac Loïs au lac La Haie (l'un des deux lacs de faille).
Le parc est situé sur des formations géologiques vieilles de plus de 2,7 milliards d'années. On y retrouve principalement des formations de basalte telles que des coussins volcaniques, qui se seraient formées au fond de l'océan. Ces formations font partie, en majorité, du groupe Kinojévis de la province du Supérieur.  

### Hydrographie
Le parc est situé sur la ligne de partage des eaux entre la baie d'Hudson et l'océan Atlantique. Dans le parc, cette ligne part du coin nord-ouest jusqu'au milieu de la limite est. Près des trois quarts des eaux du territoire sont drainées vers le Saint-Laurent. On y dénombre plus de 80 lacs. Les principaux lacs du parc d'Aiguebelle sont le lac Loïs, au nord, les lacs Sault et La Haie situés dans le secteur des failles, et le lac Matissard à la limite sud du parc. La rivière Kinojévis passe près de ce dernier lac.

## Histoire

Logo

C'est en 1945 que le gouvernement du Québec constate, à la suite de la colonisation de l'Abitibi, le manque d'espace pour la faune dans la région. C'est ainsi qu'il choisit le canton d'Aiguebelle pour la création d'une réserve de chasse et pêche, du fait de la pauvreté des terres de celui-ci. En 1976, celui-ci on y ouvre un camping et des sentiers pédestres. En 1980, le statut de la réserve de chasse et pêche est changé pour celui de réserve faunique.  En 1985, cette réserve est divisée en 2 pour créer le parc de conservation d'Aiguebelle ayant une superficie de 241,7 km2. À la suite d'une consultation publique en 1998, la réserve faunique est abolie et le parc est agrandi pour prendre la superficie actuelle.  C'est en 2001 que le statut du parc est changé pour celui de parc national, suivant une modification à la Loi sur les parcs.
Le nom du parc reprend quant à lui le nom du canton, qui commémore Charles de Névair d'Aiguebelle, capitaine des grenadiers du régiment de Languedoc qui s'est distingué par sa bravoure lors de la bataille de Sainte-Foy (28 avril 1760). Le nom du canton étant dans la continuité du thème des militaires français de la guerre de Sept Ans en Amérique qui prévaut en Abitibi.

## Patrimoine naturel

### Flore
Le parc étant situé dans la forêt boréale, on y retrouve plusieurs espèces communes comme le bouleau à papier, l'épinette noire, les peupliers baumier et faux-tremble, le pin gris, le mélèze laricin et le sapin baumier. On retrouve aussi dans le parc des espèces caractéristiques des basses-terres du Saint-Laurent et des Grands Lacs, comme le bouleau jaune, le frêne noir et le pin blanc.

### Faune
On retrouve dans le parc d'Aiguebelle 55 espèces de mammifères caractéristiques de l'Abitibi, dont l'orignal (Alces alces), le castor (Castor canadensis), le loup (Canis lupus), le lynx (Lynx canadensis), le rat musqué (Ondatra zibethicus), la loutre (Lontra canadensis), le vison (Mustela vison), la belette (Mustela nivalis), l'ours noir (Ursus americanus), le porc-épic (Erethizon dorsatum) et la martre (Martes americana).  La faune ailée du parc comprend 150 espèces d'oiseaux dont une vingtaine de parulines.
Les lacs de plaines sont dominés par le doré jaune et le grand brochet. Quant aux lacs des collines Abijévis, on y retrouve le touladi et l'omble de fontaine.

## Photographies

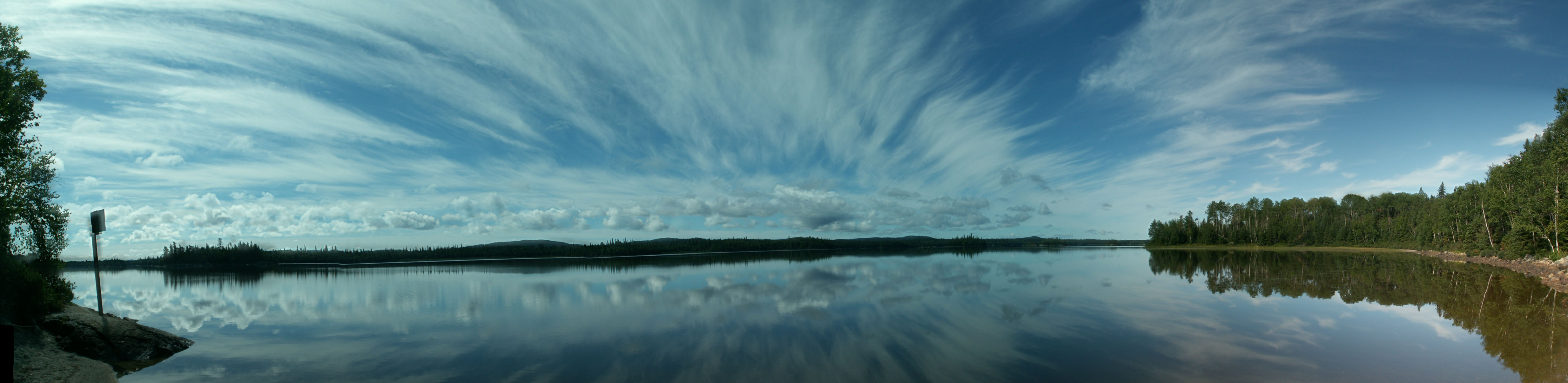
Vue panoramique du lac Loïs.
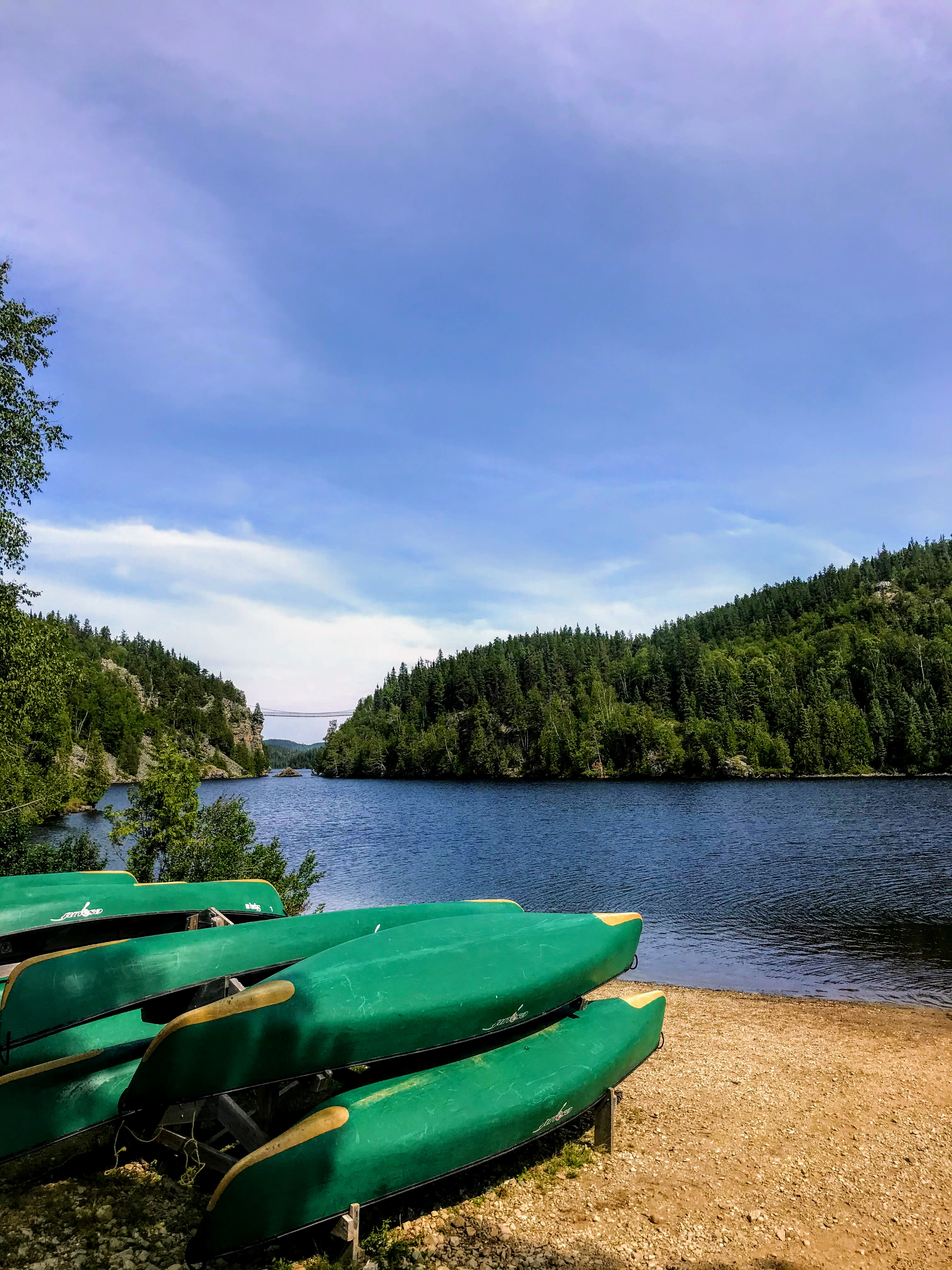
Vue entrecoupée par des canots du lac La Haie à la mi-août.
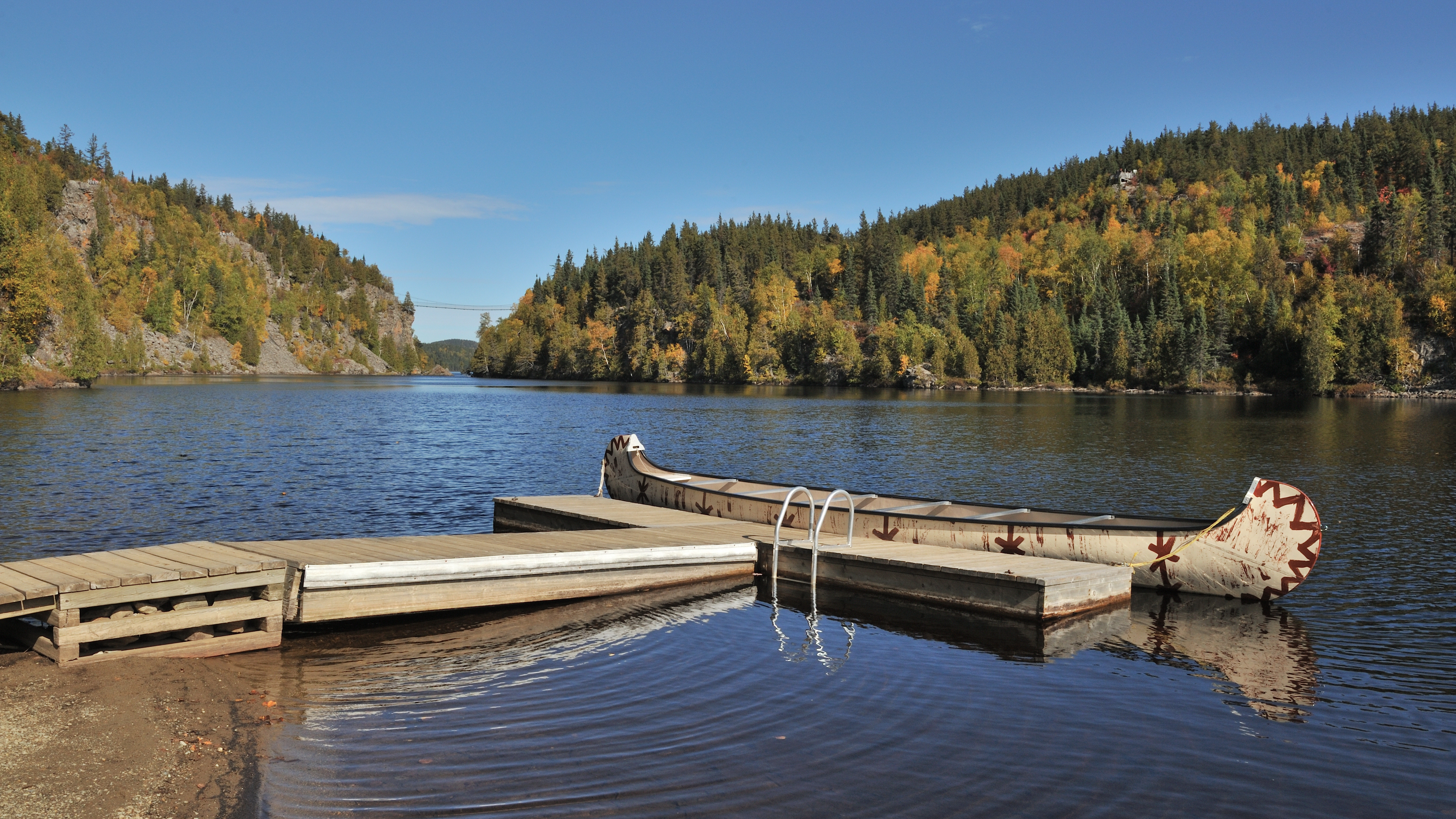
Vue vers le nord du lac La Haie avec un Rabaska
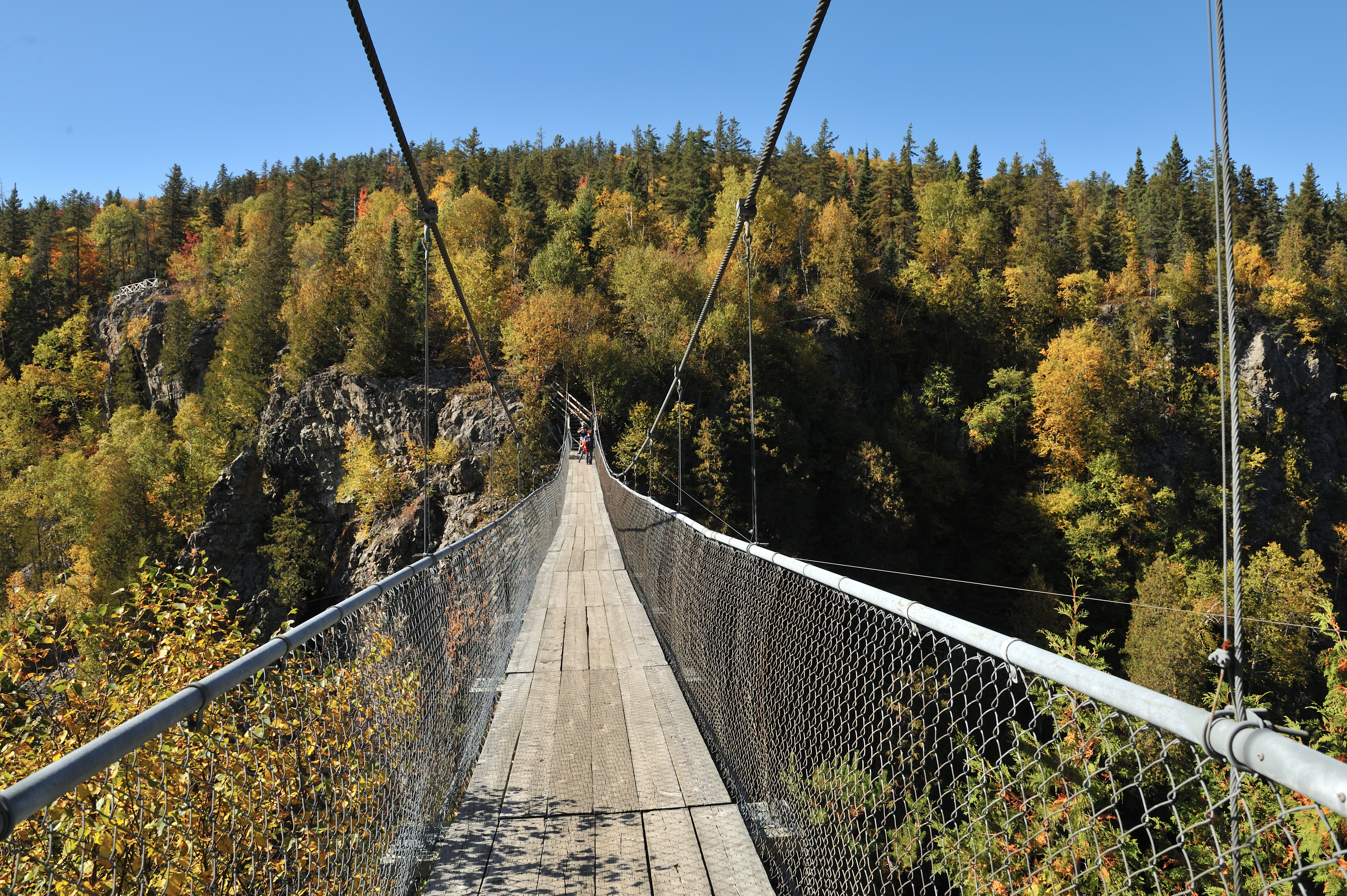
La passerelle au-dessus du lac La Haie
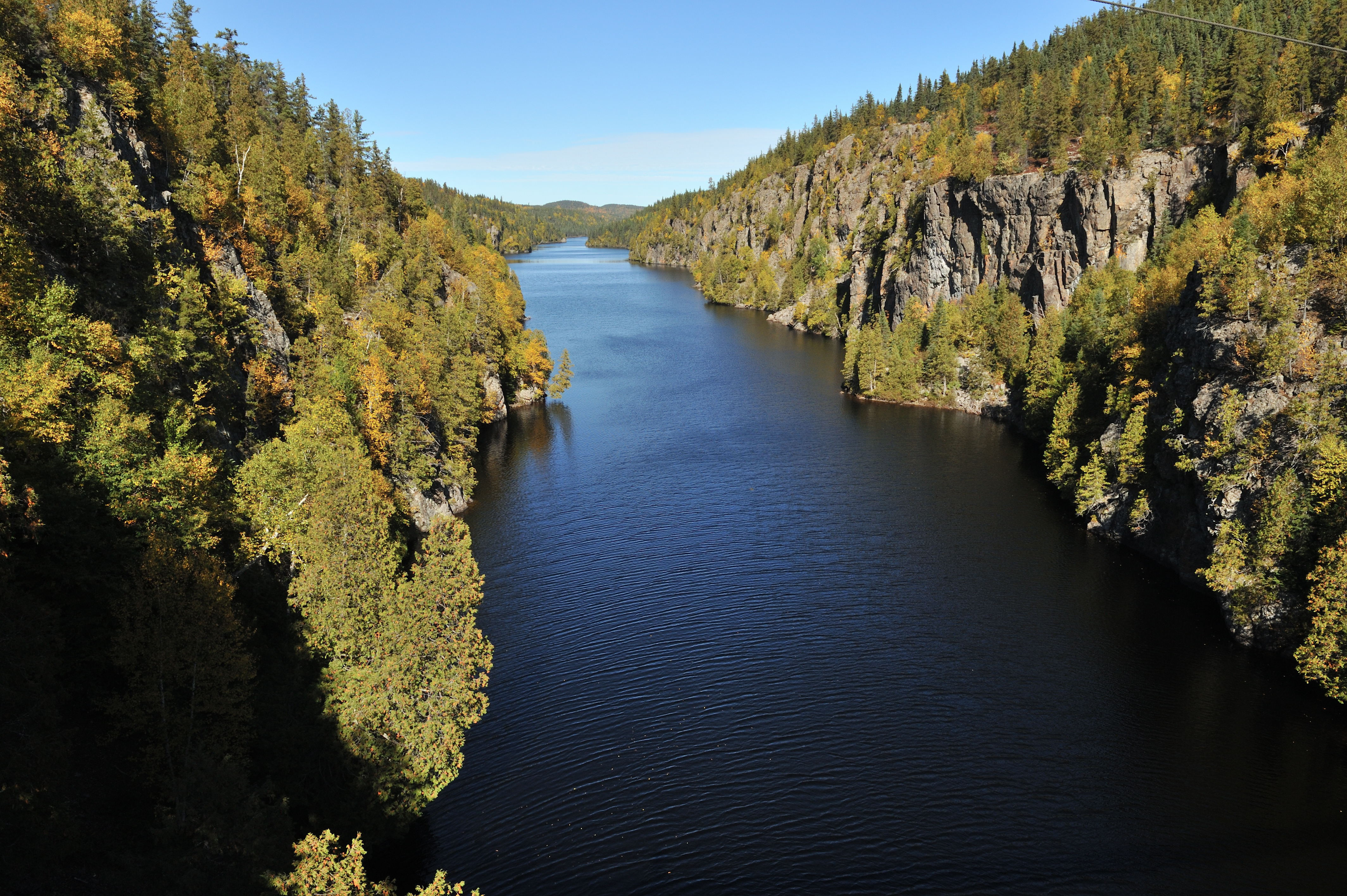
Vue du lac La Haie vers le nord depuis la passerelle